# Topiros
Topiros (griechisch Τόπειρος (m. sg.)) ist eine griechische Gemeinde im Westen Thrakiens. Sie wurde 1997 aus acht kleinen Gemeinden gebildet und nach einer antiken Stadt gleichen Namens benannt, die von antiken Historikern erwähnt wurde und im Gebiet der Gemeinde verortet wird. Die Gemeinde umfasst 31 bewohnte Dörfer und Siedlungen, ihr Verwaltungssitz befindet sich in Evlalo (922 Einwohner), die größten Siedlungen sind Iliokendima (1405 Einwohner) und Avato (1078 Einwohner).

## Geografie
Topiros nimmt den linken, östlichen Teil des Nestos-Deltas und ein kleines Gebiet flussaufwärts am linken Ufer der Nestos-Schlucht ein. Der bergige Teil der Gemeinde ist heute unbewohnt, er liegt in den Östlichen Rhodopen in den Westausläufern des Berges Achlat Tsal oder Achladovouni (1970 m).
Nachbargemeinden sind jenseits des Flusses die makedonische Gemeinde Nestos, im Norden und Nordosten Xanthi söwie östlich Avdira.
Nahe der Mündung des Nestos erstreckt sich ein ausgedehnter Auwald, der ‚Große Wald‘ (griechisch Μέγα Δάσος Mega Dasos, türkisch Koca Orman), der als Ramsar-Gebiet ausgewiesen ist. Mit rund 15 Kilometer Küstenlinie grenzt Topiros im Süden an die Ägäis, der flache Sandstrand, der das Ufer säumt, wird touristisch genutzt.

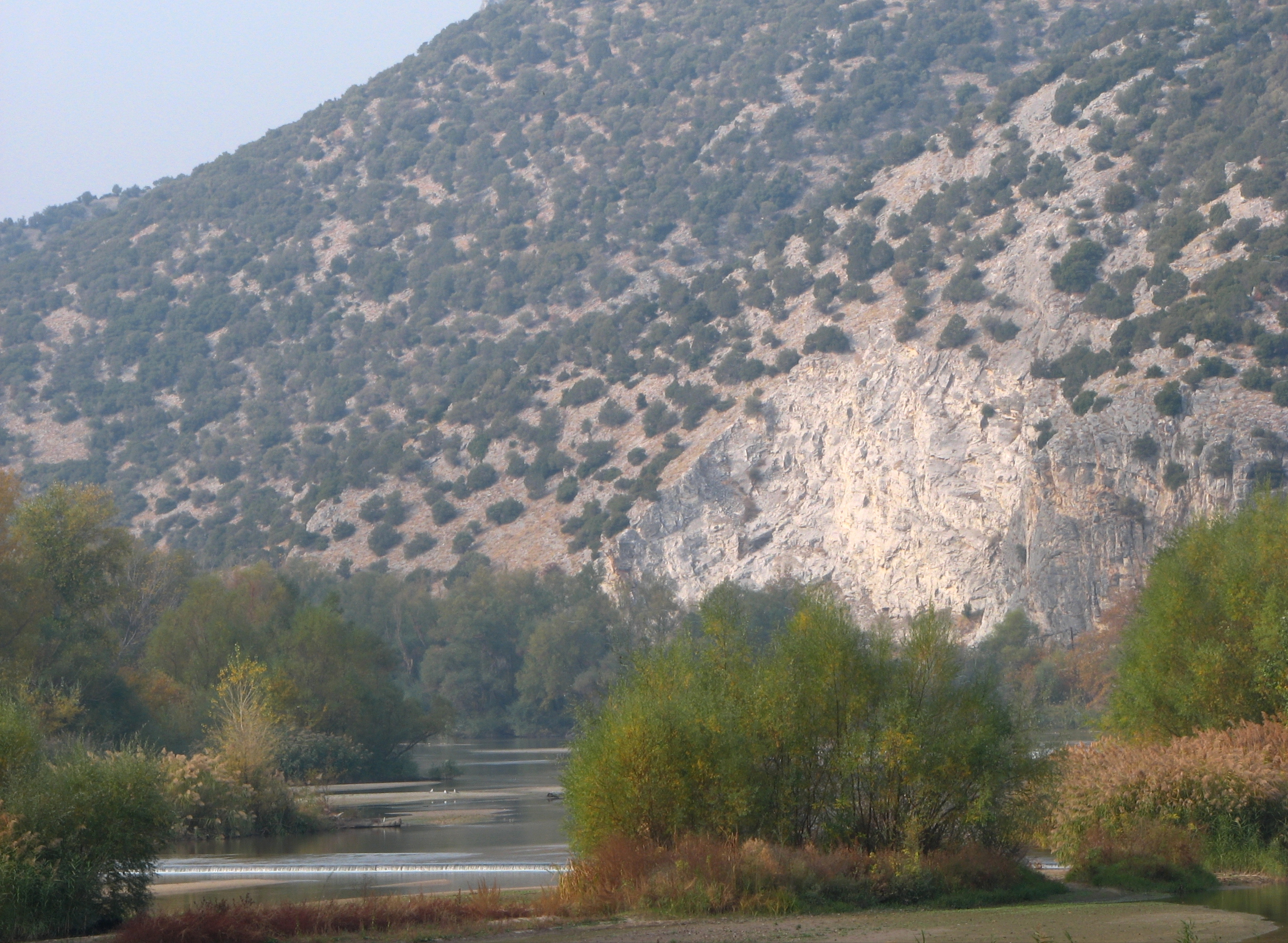
In der Nestos-Schlucht bei Galani
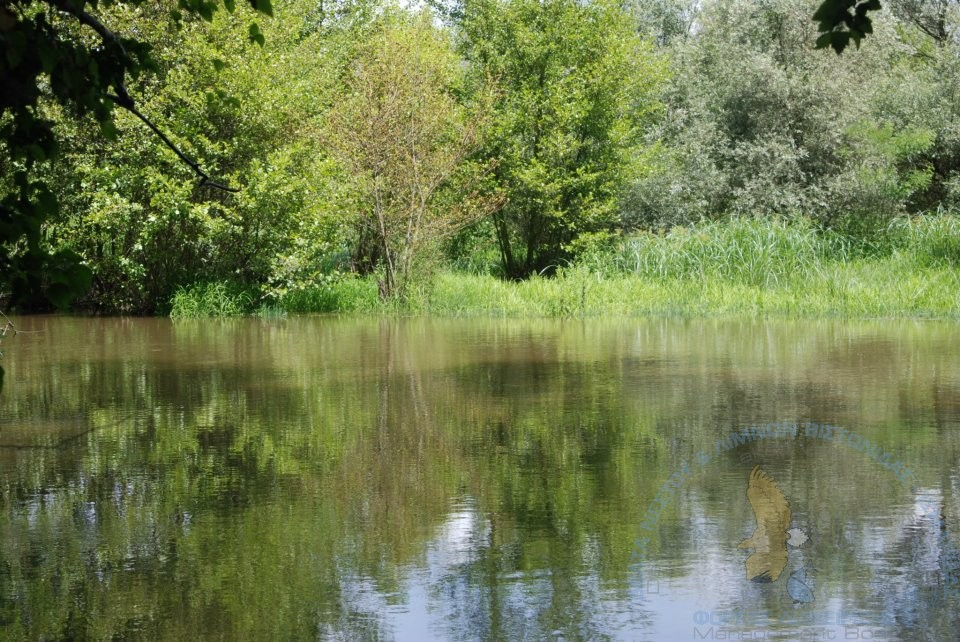
Im Koca Orman
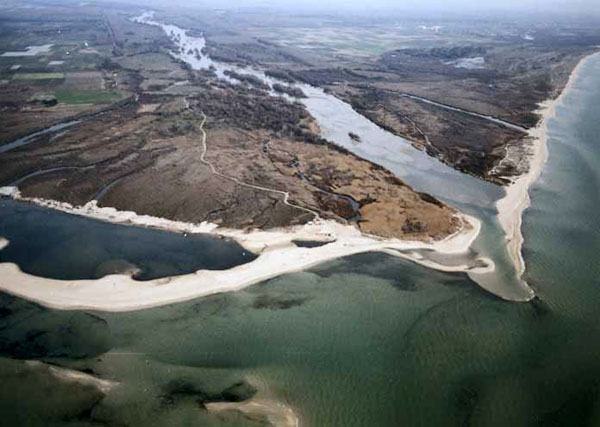
Die Nestos-Mündung
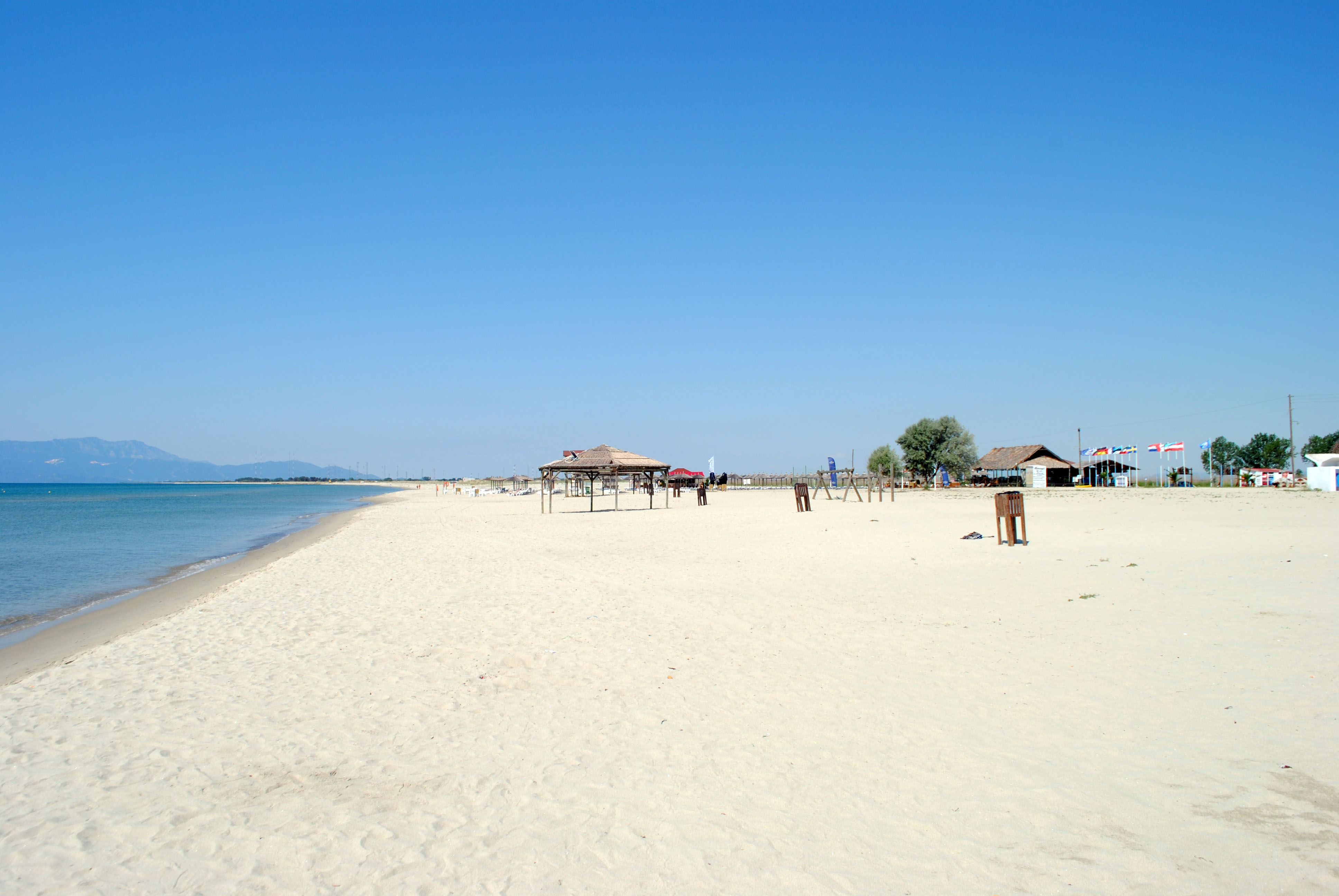
Der Strand von Mangana

## Geschichte und Bevölkerung
Die Gegend von Topiros gehörte seit dem 14. Jahrhundert zum Osmanischen Reich und war in dessen Spätzeit mehrheitlich muslimisch bewohnt. Verwaltet wurden die Dörfer im Nahiye Çeleblü (später Ageli, mittlerweile aufgegeben) im Kaza İskeçe des Sandschak Gümülcine.
Zusammen mit dem übrigen Westthrakien gelangte die Gegend 1919 an Griechenland und nahm nach 1923 viele griechisch-orthodoxe Flüchtlinge aus der Türkei auf. Dennoch hat die Gemeinde heute noch einen starken türkischen Bevölkerungsanteil, über den jedoch keine offiziellen Zahlen auf die Gemeinde bezogen vorliegen. Die allesamt türkischen Namen der Dörfer ersetzte der griechische Staat 1920 offiziell durch griechische. So ist Toxotes eine direkte Übersetzung des türkischen Namens Okçular (‚Bogenschützen‘). Das Gebiet ist von starker Landflucht betroffen, so sind einige Dörfer besonders im Norden der Gemeinde in der zweiten Hälfte des 20. Jahrhunderts verlassen worden.
Eine Besonderheit in Topiros sind die muslimischen Nachfahren afrikanischer Sklaven aus der Zeit des Osmanischen Reiches, die so genannten ‚Schwarzen Griechen‘ (Μαύροι Έλληνες), deren Vorfahren aus dem Sudan stammten. Weniger als tausend von ihnen leben noch in Avato und einigen umliegenden Dörfern.
Die alte Moschee von Toxotes wurde am Tag der griechischen Parlamentswahl 2004 durch Unbekannte in Brand gesetzt und völlig zerstört. Nach dem Wiederaufbau folgten erneute Brandanschläge in den Jahren 2007 und 2009, die jedoch weit geringeren Schaden anrichteten.

## Wirtschaft
Topiros ist von der Landwirtschaft geprägt. Die Gegend gehört zu den traditionellen Tabak-Anbaugebieten Griechenlands. Bei Toxotes gibt eine Zuckerfabrik, die seit 2006 nur mehr als Verpackungs- und Sammelzentrum dient. Nahe der Küste gibt es eine Fischzucht-Kooperative.
Nahe der Nestos-Mündung befindet sich außerdem eine Kurzwellenstation des griechischen Auslandssenders Voice of Greece.

## Verkehr
Am Rand der Rhodopen verläuft die griechische A 2 durch das Gemeindegebiet. 
Die Bahnstrecke Thessaloniki–Alexandroupoli verlässt in der Gemeinde das Nestos-Tal und führt über Toxotes weiter ins wenige Kilometer entfernte Xanthi. 
Der Flughafen Kavala liegt nicht weit in der westlichen Nachbargemeinde Nestos.

## Söhne und Töchter der Stadt
- Der Parlamentsabgeordnete Çetin Mandacı wurde 1970 in Orfano geboren.

## Gemeindegliederung

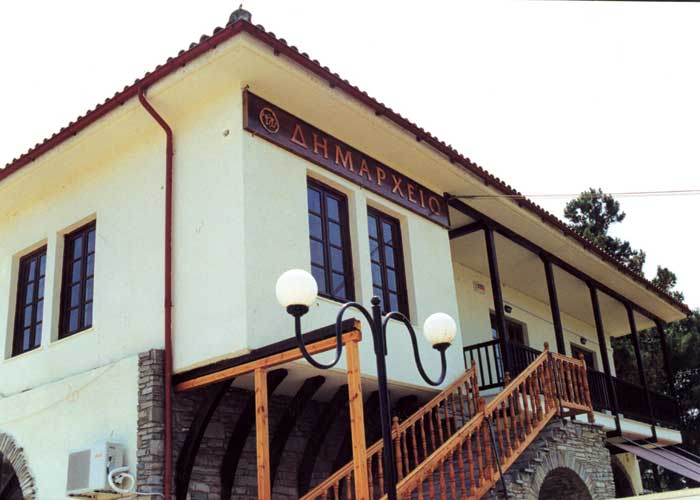
Das Rathaus von Topiros

Die bis 1997 bestehenden Gemeinden haben seit 2011 den Status von Stadtbezirken (Ez. gr. dimotiki kinotita δημοτική κοινότητα) bzw. Ortsgemeinschaften (topiki kinotita τοπική κοινότητα) und wählen eigene Lokalvertretungen. Die Einwohnerzahlen stammen aus dem Ergebnis der Volkszählung 2011. In Klammern sind außerdem die türkischen Namen der Dörfer angegeben.
- Stadtbezirk Evlalo – Δημοτική Κοινότητα Ευλάλου – 4.985
  - Dekarcho (Beyobası)  – Δέκαρχο – 734
  - Evlalo (İnhanlı) – Εύλαλο – 922
  - Iliokendima (Gencerlı & Gütaslı) – Ηλιοκέντημα – 1.405
  - Kremasti (Kurthasanlı) – Κρεμαστή – 382
  - Kyrnos (Kırköy) – Κύρνος – 852
  - Mikrochori – Μικροχώρι – 264
  - Orfano (Öksüzlü)  – Ορφανό – 317
  - Paleo Olvio (Nuhullu) – Παλαιό Όλβιο – 109
- Stadtbezirk Toxotes – Δημοτική Κοινότητα Τοξοτών – 1.845
  - Agios Athanasios – Άγιος Αθανάσιος – 239
  - Kosmiti (Küçükosmanlı) – Κοσμητή – 51
  - Mega Tymbano – Μέγα Τύμπανο – 299
  - Mikro Tymbano (Davutlu) – Μικρό Τύμπανο – 62
  - Pimni (Çobanmahalle) – Ποίμνη – 44
  - Semeli (Fecirli) – Σεμέλη – 27
  - Thalassia (Denizli?) – Θαλασσιά – 304
  - Toxotes (Okçular) – Τοξότες – 819
- Ortsgemeinschaft Avato (Beyköy) – Τοπική Κοινότητα Αβάτου – Άβατο – 1.078
- Ortsgemeinschaft Galani (Çakırlı) – Τοπική Κοινότητα Γαλάνης – Γαλάνη – 108
- Ortsgemeinschaft Exochi – Τοπική Κοινότητα Εξοχής – 1.295
  - Dafni – Δάφνη – 43
  - Exochi (Üsekdere) – Εξοχή – 86
  - Gizela (Karagözlü) – Γκιζέλα – 184
  - Kossos (Köseçalı) – Κοσσός – 73
  - Kypseli – Κυψέλη – 210
  - Melissa – Μέλισσα – 345
  - Nea Amisos (Alatçilar) – Νέα Αμισός – 188
  - Vaniano (Balabanlı) – Βανιάνο – 166
- Ortsgemeinschaft Erasmio – Τοπική Κοινότητα Ερασμίου 1.268
  - Dasochori – Δασοχώρι – 112
  - Neo Erasmio – Νέο Εράσμιο – 865
  - Paleo Erasmio (Taraşmanlı) – Παλαιό Εράσμιο – 291
  - Radiostathmos (‚Radiostation‘) – Ραδιοσταθμός – unbewohnt
- Ortsgemeinschaft Mangana (Büyükosmanlı) – Τοπική Κοινότητα Μαγγάνων – Μάγγανα – 635
- Ortsgemeinschaft Olvio – Τοπική Κοινότητα Ολβίου – Όλβιον – 330